# Peso colombien
Pour les articles homonymes, voir COP.
Le peso colombien (symbole : $ ou COL$ ; code ISO 4217 : COP) est la monnaie officielle de la Colombie. Il est émis par la Banque de la République de Colombie (fondée le 23 juillet 1923).
Le COP est l'unique monnaie sud-américaine n'ayant pas expérimenté la suppression de zéros. Ceci est toutefois en préparation : les billets mis en circulation depuis la fin des années 2010 sont désormais libellés en milliers de pesos : « 5 mil pesos », « 10 mil pesos », « 20 mil pesos », « 50 mil pesos » et « 100 mil pesos ».
Les billets qui circulent sont de 1 000, 2 000, 5 000, 10 000, 20 000, 50 000 et 100 000 pesos. Les pièces de monnaie en circulation sont les pièces de 50 pesos, de 100 pesos, de 200 pesos, de 500 pesos et 1 000 pesos.

## Histoire

Billet de 1 peso colombien de 1959

Sous la République de la Grande Colombie érigée par le Congrès d'Angostura en 1819, des monnaies de faible valeur furent frappées entre 1821 et 1828 (1/2, 1, 2 et 8 reals).
En 1823, fut frappée à Bogota la première once d'or colombienne avec dénomination de 8 escudos et pesant 27,073 grammes.
La Grande Colombie dissoute en 1830, on continua la fabrication de monnaies de la République de la Nouvelle Grenade à la CECA de Bogotá et de Popayán jusqu'en 1858.
Durant cette période, circula la monnaie appelée El Colombiano; entre 1837 et 1838 circula aussi El Granadino équivalant à 8 reals.
À la suite de l'établissement du système métrique décimal et en vertu de la loi du 30 mai 1852, la monnaie de 8 reals passa à 10 reals (équivalant au poids or) et la dénomination escudo devint peso, ainsi circulaient les monnaies de 1, 2, 5, 10 et 16 pesos.
Durant la période de la Confédération grenadine est frappée pour la première fois la monnaie d'or de vingt pesos.
Des monnaies d'or sont frappées pour la première fois à la Maison de la Monnaie de Medellín (circulant avec celles de Bogotá et de Popayán), à partir de 1857.
Pendant le gouvernement du général Mosquera (États-Unis de Colombie) apparaît le premier billet de banque ou papier-monnaie le 24 août 1861.
En 2016, le Peso est dévalué de 80 %.

## Caractéristiques

### Pièces
Les pièces actuellement en circulation ont une valeur de 20, 50, 100, 200 et 500 pesos. Entre 1996 et 2002, les pièces de 1 000 pesos perdirent de leur popularité en raison de leur contrefaçon massive. En effet, en 2002, le nombre de fausses pièces était supérieur à celui des vraies. Un billet de 1 000 pesos fut mis en circulation pour les remplacer. Bien que ces pièces n'aient jamais été sorties de la circulation et conservent leur valeur faciale, il est très difficile d'en trouver. En septembre 2002, la Banque de la République émit un communiqué affirmant leur circulation.
En 1998, en commémoration des 50 ans de l'Organisation des États américains, la Banque de la République mit en circulation une édition spéciale de 5 000 pièces de $5000. Cependant, par sa présentation dans un étui, sa haute valeur faciale et sa faible frappe, ces pièces ont très peu circulé.
Le 9 février 2009, la Banque de la République a annoncé qu'« à partir de cette année », elle cesserait de frapper les pièces de 5, 10 et 20 pesos en raison de leur faible circulation, mais que ces pièces pourraient continuer à circuler "jusqu'à l'épuisement de leur existence".
| Pièces de monnaie colombiennes en circulation (depuis 2012) | Pièces de monnaie colombiennes en circulation (depuis 2012) | Pièces de monnaie colombiennes en circulation (depuis 2012) | Pièces de monnaie colombiennes en circulation (depuis 2012) | Pièces de monnaie colombiennes en circulation (depuis 2012) | Pièces de monnaie colombiennes en circulation (depuis 2012) | Pièces de monnaie colombiennes en circulation (depuis 2012)                             | Pièces de monnaie colombiennes en circulation (depuis 2012)   | Pièces de monnaie colombiennes en circulation (depuis 2012) |
| Image                                                       | Image                                                       | Valeur                                                      | Caractéristiques                                            | Caractéristiques                                            | Caractéristiques                                            | Caractéristiques                                                                        | Description                                                   | Description                                                 |
| Pile                                                        | Face                                                        | Valeur                                                      | Diamètre                                                    | Épaisseur                                                   | Poids                                                       | Composition                                                                             | Pile                                                          | Face                                                        |
| ----------------------------------------------------------- | ----------------------------------------------------------- | ----------------------------------------------------------- | ----------------------------------------------------------- | ----------------------------------------------------------- | ----------------------------------------------------------- | --------------------------------------------------------------------------------------- | ------------------------------------------------------------- | ----------------------------------------------------------- |
|                                                             |                                                             | 50 pesos                                                    | 17 mm                                                       | 1,3 mm                                                      | 2,0 g                                                       | Cuivre, nickel, zinc                                                                    | L'ours à lunettes, son nom populaire et nom scientifique      | Valeur et année d'émission                                  |
|                                                             |                                                             | 100 pesos                                                   | 20,3 mm                                                     | 1,55 mm                                                     | 3,34 g                                                      | Cuproaluminium 92 % cuivre 6 % aluminium 2 % nickel                                     | Le frailejón, son nom populaire et nom scientifique           | Valeur et année d'émission                                  |
|                                                             |                                                             | 200 pesos                                                   | 22,4 mm                                                     | 1,7 mm                                                      | 4,61 g                                                      | 65 % cuivre 20 % zinc 15 % nickel                                                       | L'ara rouge, son nom populaire et nom scientifique            | Valeur et année d'émission                                  |
|                                                             |                                                             | 500 pesos                                                   | 23,7 mm                                                     | 2 mm                                                        | 7,14 g                                                      | Couronne: 65 % cuivre 20 % zinc 15 % nickel Noyau: 92 % cuivre 6 % aluminium 2 % nickel | La grenouille de verre, son nom populaire et nom scientifique | Valeur et année d'émission                                  |
|                                                             |                                                             | 1000 pesos                                                  | 26,7 mm                                                     |                                                             | 9,95 g                                                      | Couronne: 92 % cuivre 6 % aluminium 2 % nickel Noyau: 65 % cuivre 20 % zinc 15 % nickel | La caouanne, son nom populaire et nom scientifique            | Valeur et année d'émission                                  |

| Pièces de monnaie colombiennes en circulation | Pièces de monnaie colombiennes en circulation | Pièces de monnaie colombiennes en circulation | Pièces de monnaie colombiennes en circulation | Pièces de monnaie colombiennes en circulation | Pièces de monnaie colombiennes en circulation | Pièces de monnaie colombiennes en circulation                        | Pièces de monnaie colombiennes en circulation                                                                                  | Pièces de monnaie colombiennes en circulation |
| Image                                         | Image                                         | Valeur                                        | Caractéristiques                              | Caractéristiques                              | Caractéristiques                              | Caractéristiques                                                     | Description | Description                                   |
| Pile                                          | Face                                          | Valeur                                        | Diamètre                                      | Épaisseur                                     | Poids                                         | Composition                                                          | Pile | Face                                          |
| --------------------------------------------- | --------------------------------------------- | --------------------------------------------- | --------------------------------------------- | --------------------------------------------- | --------------------------------------------- | -------------------------------------------------------------------- | --- | --------------------------------------------- |
|                                               |                                               | $20                                           | 17,2 mm                                       | 1,15 mm                                       | 2 g                                           | 70 % Cu 30 % Zn                                                      | Profil de Simón Bolívar bordé par les mots « República de Colombia » et l'année d'émission                                     | Valeur                                        |
|                                               |                                               | $50                                           | 21 mm                                         | 1,3 mm                                        | 4 g                                           | 65 % Cu 20 % Zn 15 % Ni                                              | Armoiries de la Colombie bordées par les mots « República de Colombia » et l'année d'émission                                  | Valeur                                        |
|                                               |                                               | $100                                          | 23 mm                                         | 1,5 mm                                        | 5,31 g                                        | 92 % Cu 6 % Al 2 % Ni                                                | Armoiries de la Colombie bordées par les mots « República de Colombia » et l'année d'émission                                  | Valeur                                        |
|                                               |                                               | $200                                          | 24,4 mm                                       | 1,7 mm                                        | 7,1 g                                         | 65 % Cu 20 % Zn 15 % Ni                                              | Figure précolombienne de la culture Quimbaya                                                                                   | Valeur et année d'émission                    |
|                                               |                                               | $500                                          | 23,5 mm                                       | 2 mm                                          | 7,4 g                                         | Couronne : 65 % Cu, 20 % Zn, 15 % Ni Noyau : 92 % Cu, 6 % Al, 2 % Ni | L'arbre de Guacarí, en reconnaissance des efforts du peuple Guacarí (Valle del Cauca) pour la préservation de l'environnement. | Valeur et année d'émission                    |

### Billets
(juin 2019).
Une nouvelle série de billets est mise en circulation en 2016. Elle est composée de billets dont les valeurs seront  de 2 000, 5 000, 10 000, 20 000, 50 000 et 100 000 pesos. Ils représentent respectivement la peintre Débora Arango, le poète José Asunción Silva, l'anthropologue Virginia Gutiérrez, le président de la République Alfonso López Michelsen, l'écrivain Gabriel García Márquez et l'ex-président de la République Carlos Lleras Restrepo. À l'arrière des billets représentant ce dernier figure un poème de Luis Vidales, qui avait été fait emprisonner pour ses engagements politiques.
|  |  | 2 000 pesos   | 128 × 66 mm |                    | Débora Arango           | Le Caño Cristales |
|  |  | 5 000 pesos   | 133 × 66 mm | Brun, Cyan         | José Asunción Silva     | Les landes colombiennes, les Andes et les usines d'espeletia                                                                              |
|  |  | 10 000 pesos  | 138 × 66 mm |                    | Virginia Gutiérrez      | amazonie colombienne |
|  |  | 20 000 pesos  | 143 × 66 mm | Orange             | Alfonso López Michelsen | La Mojana et Sombrero vueltiao |
|  |  | 50 000 pesos  | 148 × 66 mm | Pourpre, Bleu      | Gabriel García Márquez  | Ciudad Perdida |
|  |  | 100 000 pesos | 153 x 66 mm | Vert, Aigue-marine | Carlos Lleras Restrepo  | Palmier à cire dans la vallée Cocora - Quindío, Barranquero oiseau, Luis Vidales poème sur la palmier à cire, Liberté tête, banque cachet |

|  |  | 1 000 pesos   | 130 × 65 mm | Orange         | Jorge Eliécer Gaitán         | Buste de Jorge Eliécer Gaitán, sa signature et deux citations                                                                   | 1er novembre 2002 | 17 novembre 2002 |
|  |  | 2 000 pesos   | 130 × 65 mm | Beige          | Francisco de Paula Santander | Casa de la Moneda, Bogota | 7 mars 2005       | 17 novembre 2006 |
|  |  | 5 000 pesos   | 140 × 70 mm | Vert           | José Asunción Silva          | Paysage où se trouve Elvira, sœur de José Asunción Silva (et son amour secret) et extrait du poème Nocturno III inspiré d'elle. |                   |                  |
|  |  | 10 000 pesos  | 140 × 70 mm | Bordeaux       | Policarpa Salavarrieta       | Plaza de Guaduas |                   |                  |
|  |  | 20 000 pesos  | 140 × 70 mm | Bleu           | Julio Garavito Armero        | La Lune, Cratère Garavito |                   |                  |
|  |  | 50 000 pesos  | 140 × 70 mm | Pourpre, Blanc | Jorge Isaacs                 | Extrait du roman "María", Image de l'hacienda el Paraíso (Guacarí, Valle del Cauca).                                            |                   |                  |
|  |  | 100 000 pesos |             |                | Carlos Lleras Restrepo       | Valle de Cocora |                   | 31 March 2016    |